# Landsverk L-62 Anti II
Ландсверк Л-62 Анти 2 (швед. Landsverk L-62 Anti II) — шведская зенитная самоходная установка. Разработанa компанией «Ландсверк» (швед. «Landsverk») в 1941 году как дальнейшее развитие зенитной самоходной установки Landsverk L-62 Anti. На вооружение шведской армии принята не была, но экспортировалась в Финляндию и в 1942 году принятa на вооружение финской армии (Финская танковая дивизия). Всего было произведено 6 машин.

## Описание конструкции
L-62 Anti II имела отделение управления в лобовой, боевое отделение — в средней и моторно-трансмиссионное отделение — в кормовой части машины. Штатный экипаж L-62 Anti II состоял из четырёх человек: .

### Вооружение
Вооружение L-62 Anti II состояло из одной 40 мм автоматической пушки Бофорс (швед. Bofors).